# Otto Mengelberg
Otto Heinrich Mengelberg (* April 1817 in Köln oder Düsseldorf; † 28. Mai 1890 in Düsseldorf) war ein deutscher Historien- und Porträtmaler sowie Lithograf der Düsseldorfer Schule.

## Leben
Otto Heinrich Mengelberg, zweiter Sohn des Porträtmalers und Kunstpädagogen Egidius Mengelberg und der Elberfelder Protestantin Anne Lisette Risse, wurde kurz nach der Hochzeit seiner Eltern, welche im Oktober 1816 stattfand, geboren. Nach dem Besuch des Jesuiten-Gymnasiums zu Köln studierte Mengelberg von 1834 bis 1842 an der Düsseldorfer Akademie. Dort war er zunächst Schüler von Karl Ferdinand Sohn, später Meisterschüler von Wilhelm Schadows. 1842 ging er mit seinem Kollegen Joseph Fay nach München und kehrte 1844 in seine Heimatstadt zurück. Er assistierte Fay bei der Ausmalung des damaligen Elberfelder Rathauses, des heutigen Von-der-Heydt-Museums in Wuppertal. Ebenfalls mit Fay schuf er die Kartons zur Restaurierung der romanischen Fenster von St. Kunibert in Köln. Um eine Ausstellung durchzuführen, ging er 1848 nach Düsseldorf, wo er sich dauerhaft niederließ. Er schuf vorwiegend Gemälde mit historischen Motiven, aber auch zu biblischen Themen im Stil der Nazarener, darunter Altarbilder. Nach seinem Altarbild mit der Auferstehung Christi in der Martin-Luther-Kirche in Gütersloh wurde die Kirche von 1900 bis 1933 „Auferstehungskirche“ genannt.
Die Konversion zum Protestantismus vollzog Mengelberg im Jahr 1840. Sein kunstpolitisches Engagement für die evangelischen Kirchen gipfelte in einem Vortrag vom 19. September 1851 auf einer „Specialkonferenz“ des Kirchentags von Elberfeld, worin er die Art der Ausschmückung katholischer Kirchen seit der Zeit der Reformation als „widerlich und jesuitisch“ klassifizierte und die Zurückhaltung der evangelischen Kirchengemeinden bei der Ausgestaltung ihrer Gotteshäuser als furchtsamen und argwöhnischen „Indifferentismus“ rügte. Zu dem Ziel eine „evangelische Kunst“ durch „Reformation der christlichen Kunst“ entstehen zu lassen, gab er einen Plan zur Gründung eines „Vereins für religiöse Kunst in der evangelischen Kirche“ bekannt, woraufhin die Konferenz nach lebhafter Diskussion den Beschluss fasste, einen „evangelisch-kirchlichen Kunstverein“ zu schaffen. Mengelbergs starkes Interesse am Protestantismus äußerte sich in den 1850er Jahren auch in der Schaffung eines Melanchthon-Porträts.
Außer in diesen Auseinandersetzungen um Religion und Kunst erlangte Otto Mengelberg als Privatlehrer skandinavischer Maler eine kunsthistorische Bedeutung. Privatunterricht nahmen bei ihm:
- Peter Nicolai Arbo
- Mathilde Bonnevie
- Christen Brun
- Alexandra Frosterus-Såltin
- Anna Glad (1834–1909), Ehefrau von Werner Holmberg
- Erik Johan Löfgren
- Hans Jørgen Nicolaysen
- Victorine Nordenswan

## Familie
Mengelberg war der Sohn des Malers Egidius Mengelberg und dessen Ehefrau Anna Lisetta Risse. Der Glasmaler Otto Mengelberg (1868–1934) war der Sohn von Mengelbergs Cousin, des Bildhauers Friedrich Wilhelm Mengelberg. Der Bildhauer Otto Mengelberg (1841–1891) war ebenfalls ein Cousin Mengelbergs und Bruder des Bildhauers Friedrich Wilhelm Mengelberg.

## Werke (Auswahl)
Gemälde
- Tod des Moses, 1836

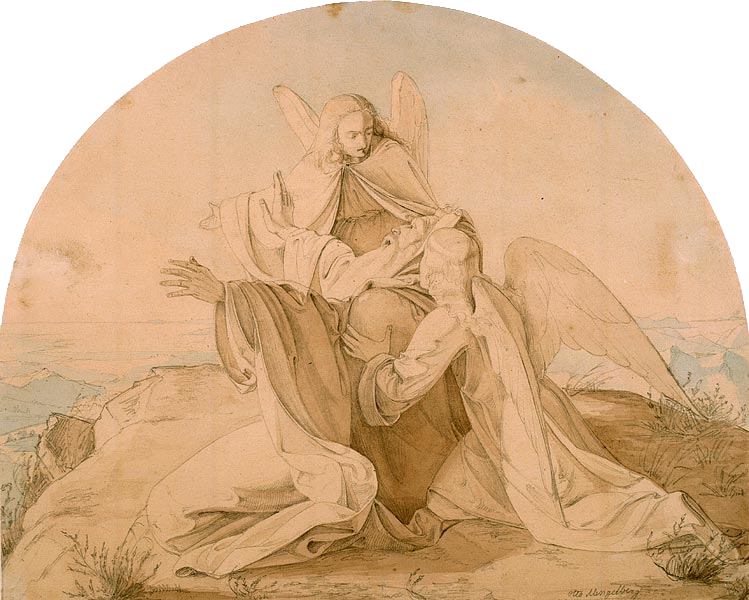
Tod des Moses, 1836

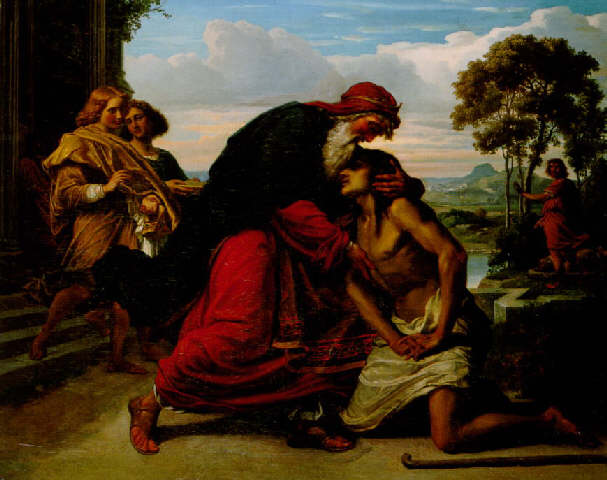
Die Rückkehr des verlorenen Sohnes, 1848

- Judith, nachdem sie den Holofernes ermordet hat, 1837/1838, Niedersächsisches Landesmuseum Hannover[7]
- Erzengel Michael, 1838/1839, Schenkung des Kunstvereins für die Rheinlande und Westfalen an St. Aposteln in Köln[8]
- Loreley, 1839
- Kaiser Heinrich IV. für den Kaisersaal des Römers in Frankfurt, dort abgelehnt, heute Historisches Museum Frankfurt
- Die Rückkehr des verlorenen Sohnes, 1848[9]
- Auferstehung Christi mit den vier Evangelisten, Martin-Luther-Kirche (Gütersloh)
- Theodor Fliedner, um 1857[10]
- Philipp Melanchton, 1859 von August Lüttmann (1830–1882) lithografiert[11]
- Christus und die Jünger zu Emmaus, 1866
- Christus am Ölberg
- Der Gang des Knaben Jesus nach Jerusalem, 1876
- Erst beten!
- Petrus, den Herrn verratend

Illustrationen
- In: Theodor Fliedner (Hrsg.): Schul-Bilderbibel, in 30 Bildern Alten und neuen Testaments. Arnz, Düsseldorf 1843 urn:nbn:de:hbz:061:2-449.

Modelle
- Gussmodelle der Figuren am Schrein der heiligen Ewalde (1879), St. Kunibert in Köln[12]

Altäre
- Hochaltar, St. Sebastianus in Frechen-Königsdorf

Restaurierung
- Skulpturen aus einem spätgotischen Schnitzaltar von Meister Tilman (1884), St. Kunibert in Köln[13]